# Гадо-гадо
Гадо́-гадо́ (індонез. gado-gado) — страва індонезійської кухні. Являє собою суміш різних варених або сирих овочів та деяких інших продуктів, залитих арахісовим соусом. Популярна в різних частинах країни, перш за все, на Яві. Має безліч варіацій, зокрема регіональних.

## Походження та поширення
Гадо-гадо вважається споконвічною яванською стравою, традиційною і для західної, і для східної частини острова. Має безліч місцевих варіацій, обумовлених більшою чи меншою доступністю тих чи інших інгредієнтів у різних регіонах. У другій половині XX століття гадо-гадо поширилося в інших частинах Індонезія, де, як і раніше, найчастіше сприймається як яванська або Джакарта страва, і, меншою мірою, у суміжних країнах — Малайзії, Сінгапурі, а також у Нідерландах, колишньої метрополії Індонезії, де є однією з найпопулярніших страв етнічних індонезійських ресторанів.

## Приготування та різновиди

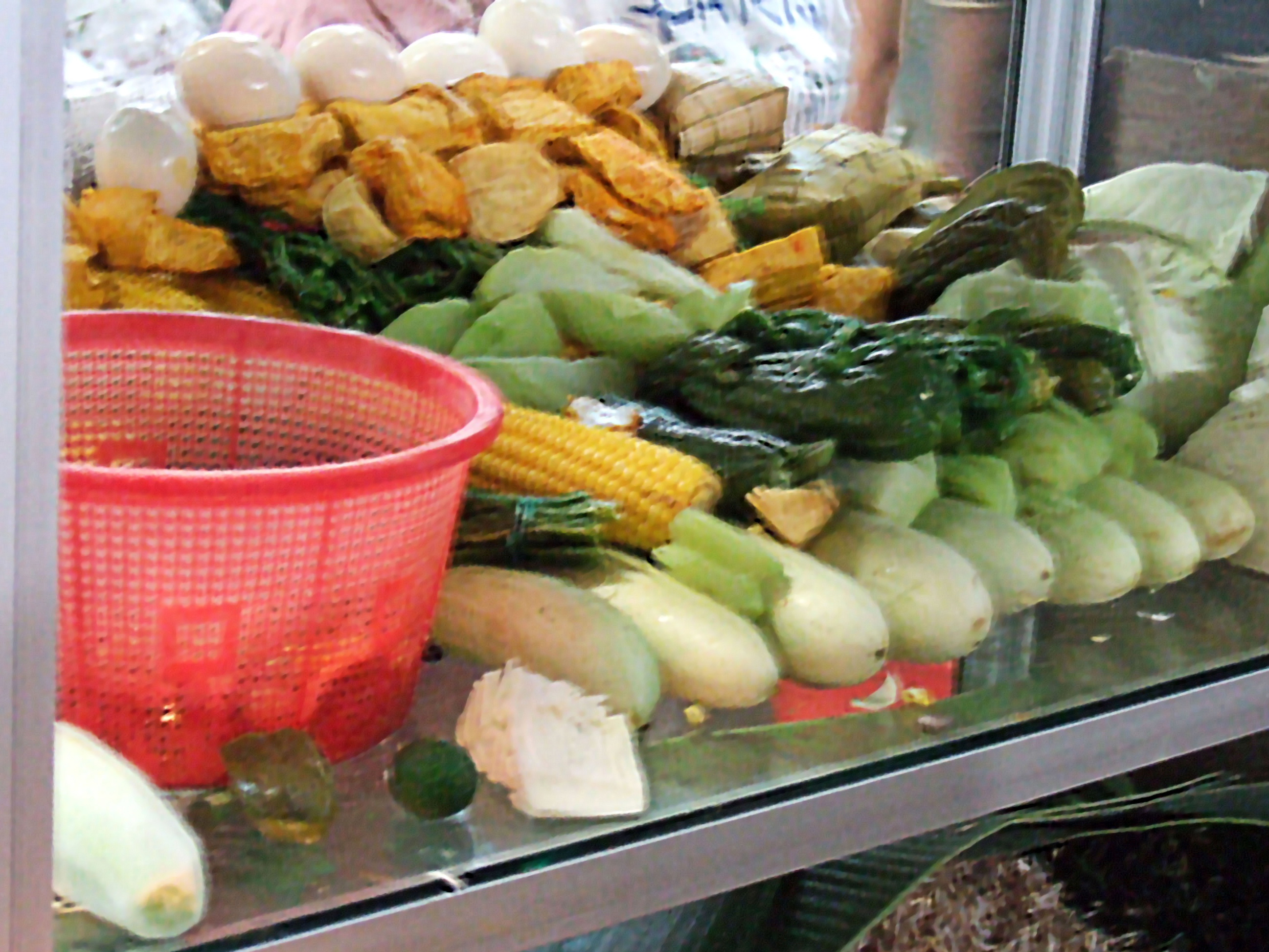
Вихідні продукти на лотку продавця гадо-гадо. Джакарта

Гадо-гадо фактично є аналогом європейського салату — його інгредієнти можуть бути в тій же мірі різноманітними. Об'єднуючим елементом для всіх варіацій страви є арахісовий соус, яким він рясно заправляється. Крім того, для гадо-гадо характерна овочева основа. Найпоширенішими добавками до овочів є варені яйця, тофу, темпе і крупук. Гадо-гадо з добавками з риби або м'яса є досить рідкісними винятками.
Такі рослинні продукти, як картопля, батат, маніок, кукурудза, кабачки, баклажани, квасоля, вживаються в гадо-гадо у вареному вигляді. Морква, різні види капусти, шпинат, ріпчаста цибуля, молоді паростки сої та бамбука можуть використовуватися як у вареному, так і у сирому вигляді. Помідори, огірки, листовий салат та різна зелень зазвичай нарізаються в сирому вигляді. Тофу та темпе використовуються як у натуральному, так і в обсмаженому вигляді. Всі продукти нарізаються, як правило, досить крупно — значно більшими, ніж у європейському салаті.
Арахісовий соус, яким заправляється гадо-гадо, має кілька варіацій, проте основою його незмінно служить подрібнений арахіс, смажений в арахісовій олії. При смаженні в арахісову масу додається соєвий соус або кокосове молоко, сік лайму або лимону, часто кокосовий цукор, часник, червоний перець та інші спеції, іноді подрібнена цибуля. У готовому вигляді соус є досить густою рідиною, що має різні відтінки коричневого кольору. Традиційно арахісовий соус готується безпосередньо перед його використанням, проте в наш час як в домашніх умовах, так і в закладах громадського харчування гадо-гадо часто заправляється заливкою, приготовленою про запас, або готовим соусом промислового виробництва.

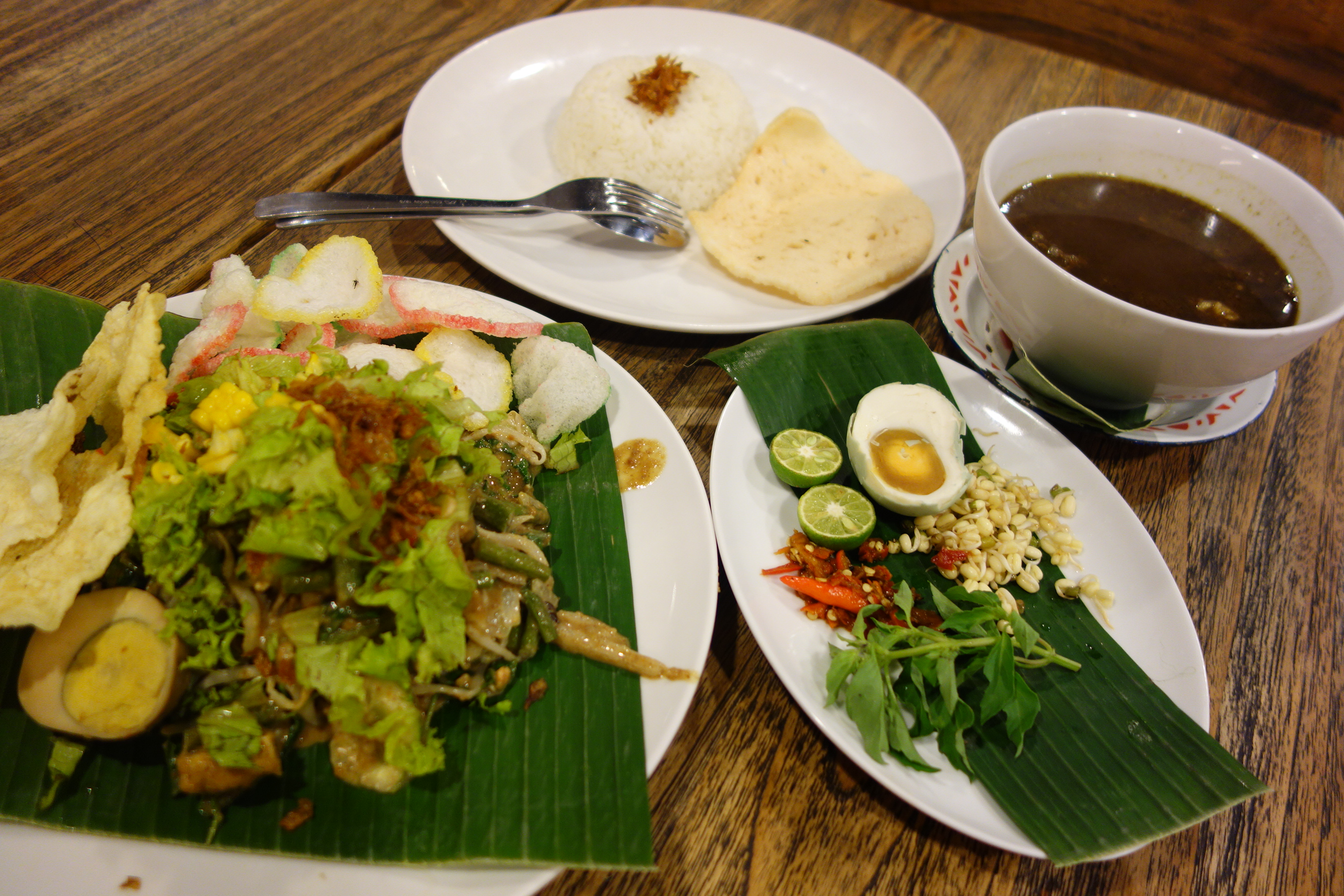
Гадо-гадо, поданий з іншим яванським кулінарним спеціалітетом — равоном

Вже змішане і залите соусом гадо-гадо дуже часто посипається крупуком різних видів, зокрема ремпеєком, що готується з додаванням розтертого або подрібненого арахісу, або епмінгом, що готується з розтертих смажених плодів мелінджо, а також смаженими стружками ріпчастої цибулі.
«Салатна» композиція та заправка арахісовим соусом ріднять гадо-гадо з іншою популярною стравою індонезійської кухні — кетопраком. Однак різниця між ними досить суттєва: якщо основу гадо-гадо завжди складають овочі, то в кетопрак вони додаються лише в невеликих кількостях, і то не завжди. Основними інгредієнтами кетопраку є рисова локшина, тофу і проростки сої: перша ніколи не використовується в гадо-гадо, а дві другі — лише в деяких різновидах цієї страви.
Гадо-гадо зазвичай є самостійною стравою. Іноді разом з ним на тарілці подається риба, шматочки курятини або м'яса - у цьому випадку воно фактично перетворюється на гарнір. Ця страва користується широкою популярністю, насамперед у зв'язку з її дешевизною. Вона, як правило, присутня в меню індонезійських ресторанів та забігайлівок, що спеціалізуються на національній кухні, а також часто продаються з візків вуличними рознощиками.

## Гадо-гадо в популярній індонезійській культурі
Через різнорідність компонентів страви слово «гадо-гадо» набуло в індонезійській мові стійке переносне значення: усіляка всячина, мішанина, асорті — подібно до того, як в українській мові подібного значення набуло слово «вінегрет». Цією назвою часто озаглавлюються газетні рубрики «всякої всячини». «Музичним гадо-гадо» називається попурі. «Мовою гадо-гадо» часто називають індонезійську мову, рясно насичену запозиченнями з однієї або кількох місцевих мов країни — поширене явище для багатьох поліетнічних регіонів Індонезії.

## Галерея

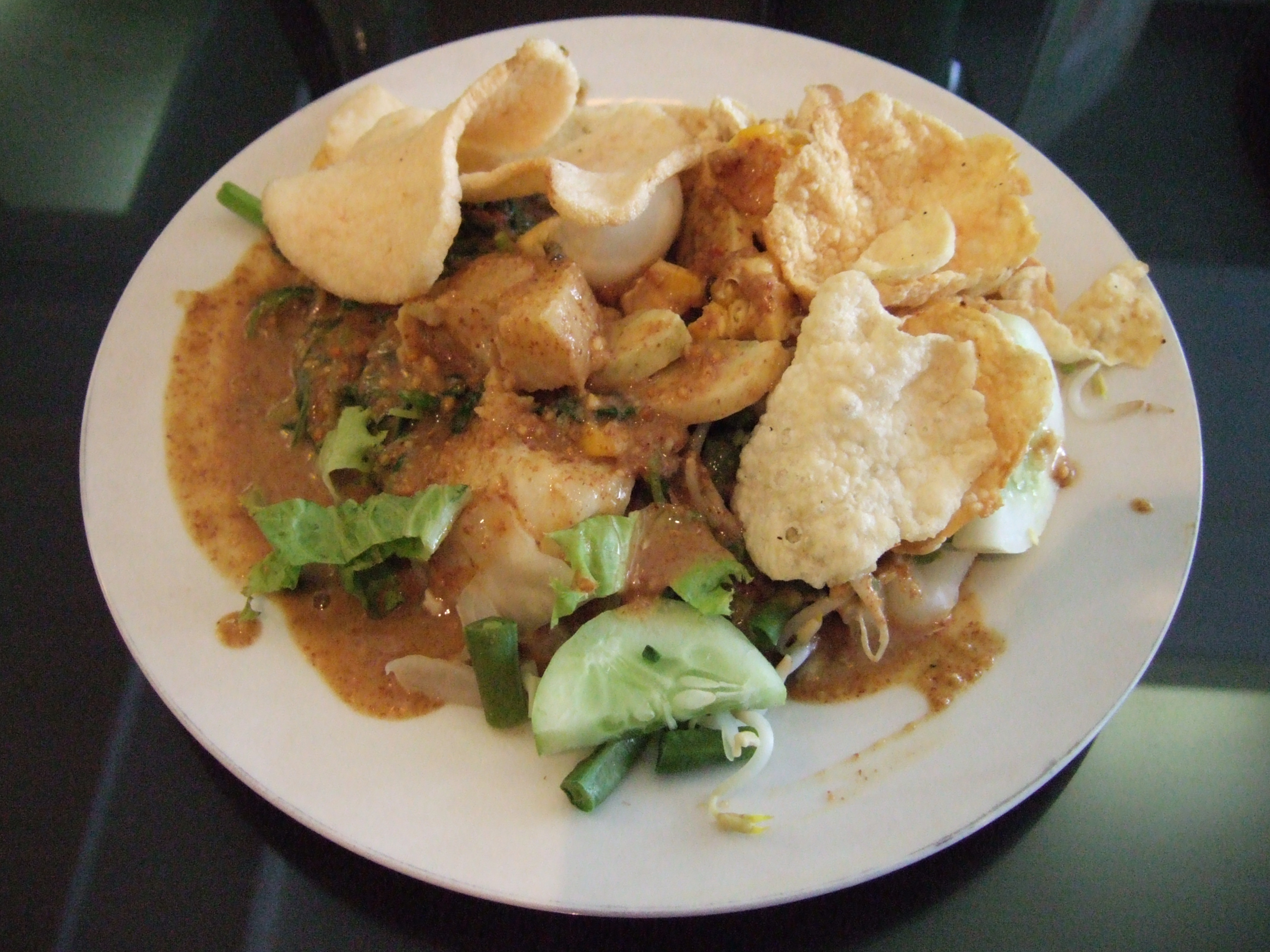
Гадо-гадо з огірків, зеленої квасолі, салату та яєць, посипане крупуком
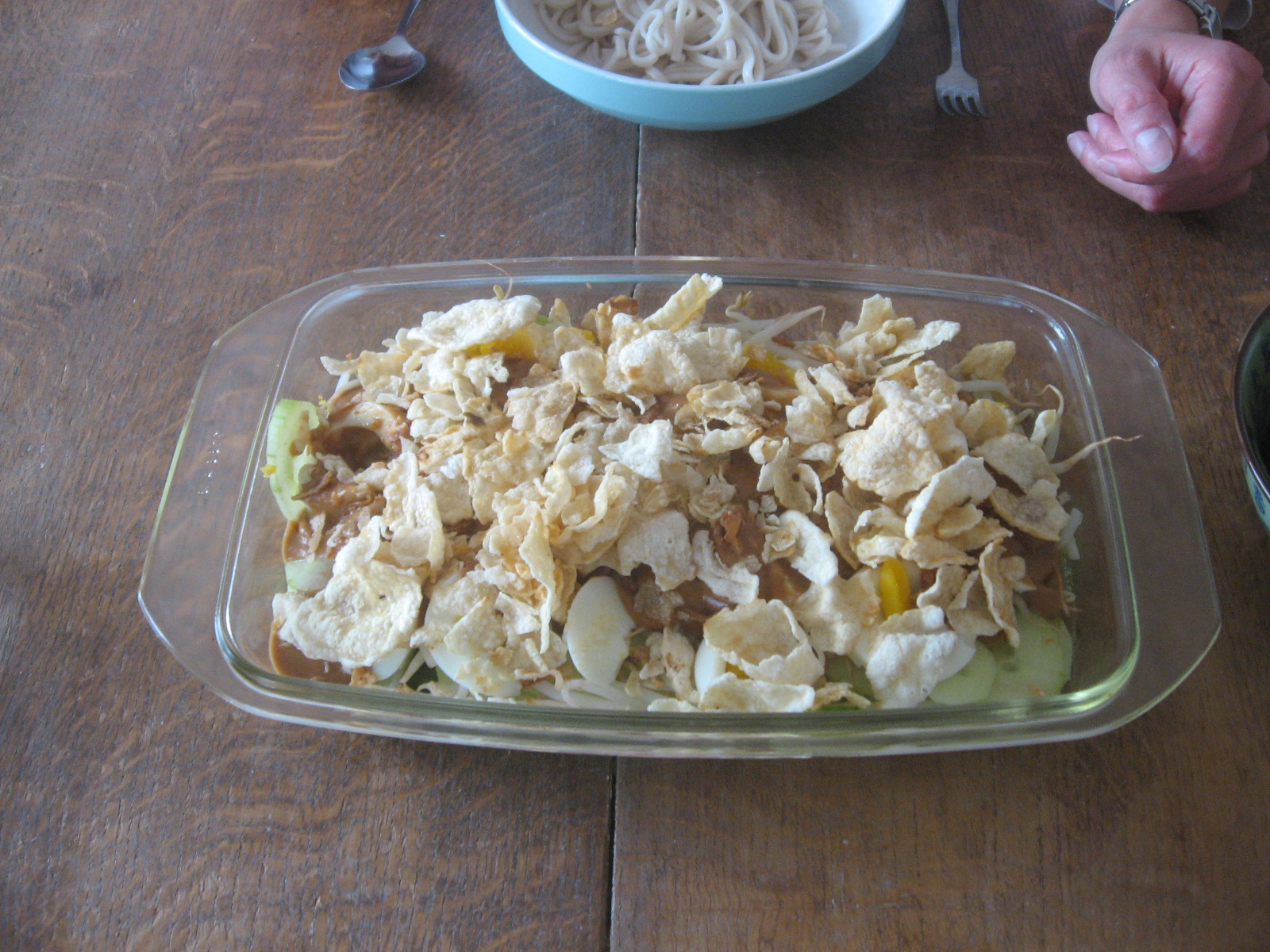
Гадо-гадо, посипане горіховим крупуком - емпінгом
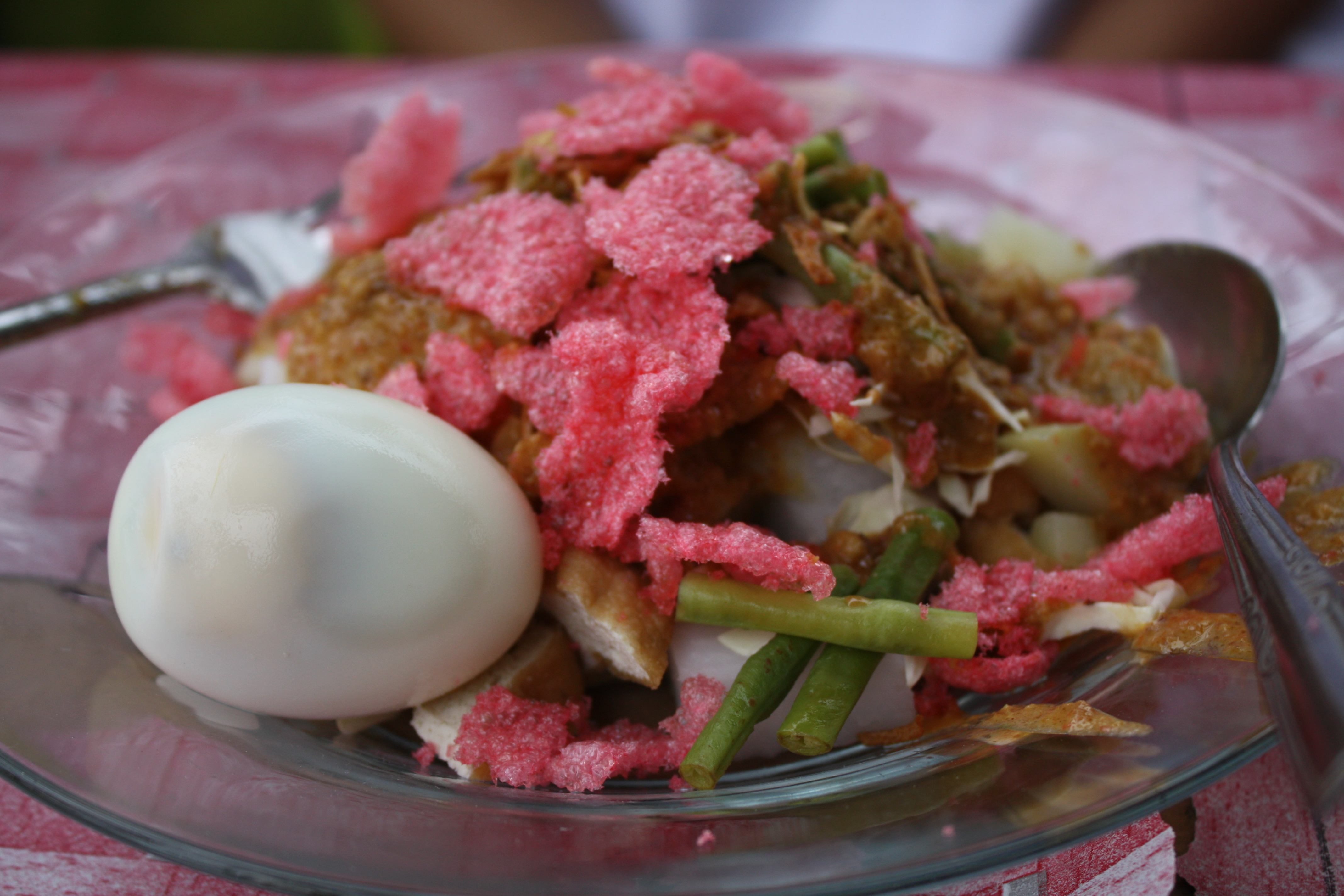
Варіант гадо-гадо, прийнятий у мінангкабау
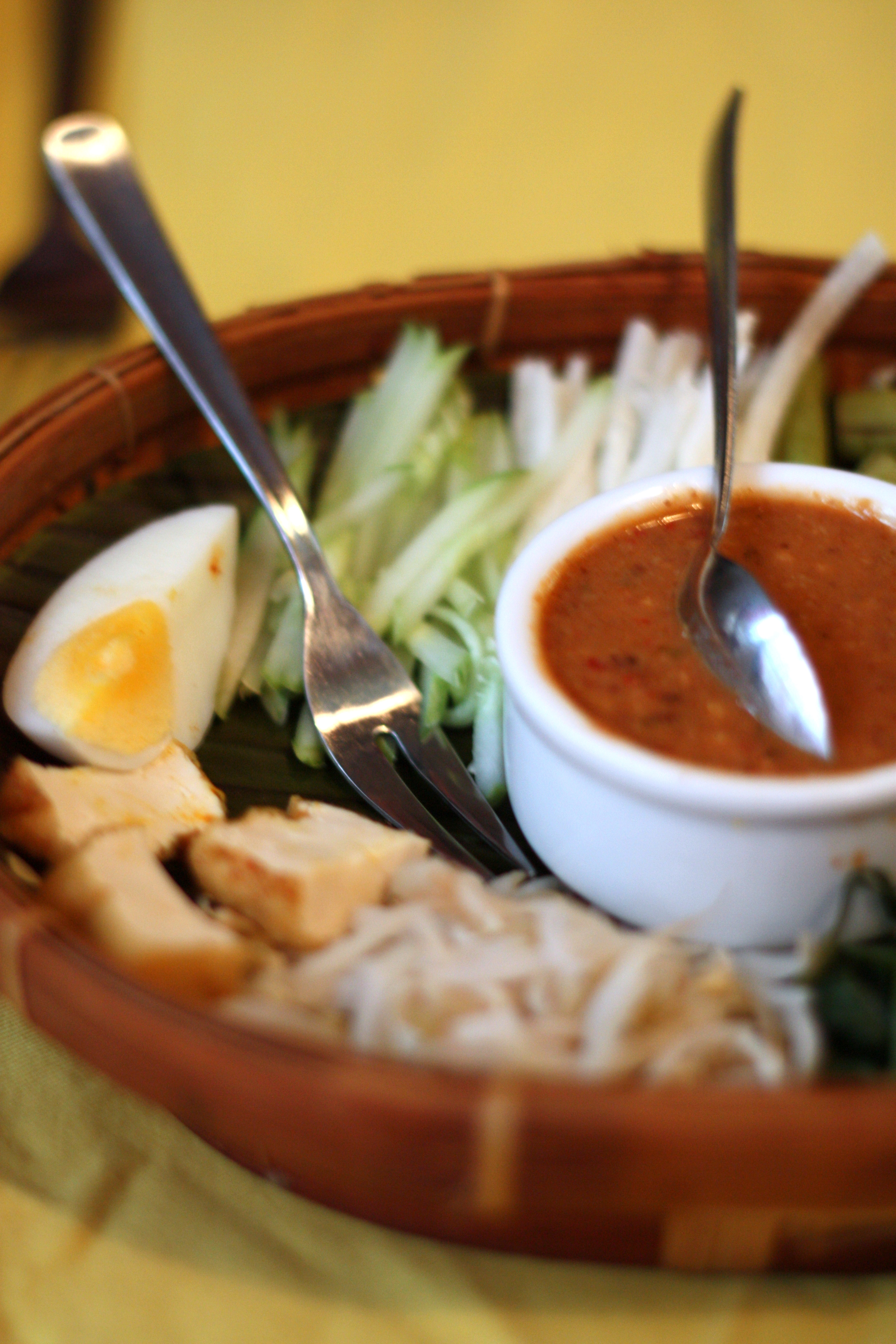
Гадо-гадо зі ще не змішаними інгредієнтами